# Adélaïde de Bourgogne (née vers 870)
Pour les articles homonymes, voir Adélaïde de Bourgogne (homonymie).
Adélaïde de Bourgogne, née vers 870 et morte entre 928 et 929, est une princesse bourguignonne issue de la maison bavaroise des Welf, qui, par mariage, vers 888, avec Richard de Bourgogne, dit le Justicier, devient la première duchesse de Bourgogne. Dans la plupart des actes, elle ne porte cependant que le titre de comtesse (comitissa).

## Biographie

### Origines et ascendance
Adélaïde (Adele, Adeleydis) est la fille de Conrad II de Bourgogne (v.835-876), comte de Paris, d'Auxerre et marquis de Bourgogne Transjurane, et de Waltrade, probablement Waltrade de Wormsgau. Elle porte le nom de sa grand-mère paternelle, Adélaïde de Tours. L'année de sa naissance est inconnue. L'année 870 est donnée communément comme point de repère, Christian Settipani donnant vers 865.
Elle est la sœur de Rodolphe Ier (v.860-912), roi de Bourgogne, et la demi-sœur par son père d'Adelgunde de Bourgogne (872-902), mariée en 890 à Erenfried Ier de Maasgau (866-904) comte de Bliesgau, de Keldachgau, de Bonngau et de Charmois.

### Mariage et descendance
Aux alentours de l'année 888, elle reçoit de son frère, Rodolphe Ier, l'abbaye de Romainmôtier, probablement en dot, selon le Recueil des chartes de l'abbaye de Cluny. L'année 888 est en effet retenue par l'historien Maurice Chaume (1888-1946) comme l'année de son mariage avec Richard de Bourgogne, alors comte d'Autun, à qui elle apporte, en dot, le comté d'Auxerre,. Toutefois une charte de l'année 900 issue du Recueil des actes des rois de Provence, publié par René Poupardin, semble contredire cette possession par la comtesse mais l'attribue à Hugues, très probablement son fils. L'analyse de ces documents permettrait d'indiquer que le mariage s'est déroulé quelques années avant l'année 888, comme le suppose entre autres le médiéviste Steven Robbie dans sa thèse The emergence of regional polities in Burgundy and Alemannia, c. 888-940 (2012).
Elle devient ainsi, outre comtesse d'Auxerre et comtesse consort d'Autun, au gré des acquisitions de son mari, comtesse de Nevers, de Troyes et de Sens, puis, par la fusion des comtés de 898, la première marquise, puis, en 921, la première duchesse de Bourgogne.
De son union avec Richard de Bourgogne naissent : 
- Raoul (v.890-936), duc de Bourgogne, abbé laïc de Saint-Germain d’Auxerre et de Sainte-Colombe de Saint-Denis-lès-Sens (921-923), puis roi des Francs (923-936) ;
- Hugues (891-952), duc de Bourgogne, comte d'Outre Saône (923-952) et de Mâcon (927-952), et marquis de Provence (936-952) ;
- Boson (895-935), abbé laïc de Saint-Pierre de Moyenmoutier et du Saint-Mont de Remiremont ;
- Ermengarde, duchesse de Bourgogne, mariée à Gilbert de Chalon, comte de Dijon, de Beaune et de Chalon, puis duc de Bourgogne ;
- Adélaïde, épouse du comte Ermengaud de Rouergue[11].

### Mort et testament
Richard le Justicier semble mourir en 921. Leur fils, Hugues, donne à sa mère l'année suivante — charte datée à Autun du 7 des calendes de mai 922 (24 avril 922) — le domaine de Poligny (Villam Poligniacum , sitam in Comitatu Varasco), dans le Jura,,. Elle souhaite en faire donation au chapitre de Saint-Nazaire d'Autun à sa mort. En attendant, elle donne l'édifice de Saint-Hippolyte et ses dépendances,.
En 928 ou 929, la comtesse (mentionnée sous la forme « dono Dei comitissa ») effectue une donation à l'abbaye de Cluny du monastère de Romainmôtier. La charte, considérée comme son testament, se trouve répertoriée dans le Recueil des chartes de l'abbaye de Cluny et intégrée au cartulaire de Romainmôtier. Cependant, il semble que cette donation n'ait pas eu d'effet avant la fin du Xe siècle, où elle fut réitérée avec succès, enclenchant la construction de l'abbatiale de Romainmôtier.